# Estany Gros (Formiguera)
L'Estany Gros és un estany situat a 2.256,6 m alt del terme comunal de Formiguera, a la comarca del Capcir, de la Catalunya del Nord.
Està situat a l'extrem occidental del terme de Formiguera, a llevant del Puig de Camporrells i dels Estanys de Camporrells, a la capçalera de la Lladura. Just al seu costat oest hi ha dos altres estanys, el Llarg i el Rodon. A llevant seu hi ha encara un altre petit conjunt d'estanys, l'Estany del Mig, el de la Basseta i, finalment, la Basseta, tots ells en els vessants nord-est i est del Pic Peric.